# ناتسوکو کاهارا
ناتسوکو کاهارا (انگلیسی: Natsuko Kahara; ۳ ژانویهٔ ۱۹۲۱ – ۲۰ فوریهٔ ۱۹۹۱) بازیگر، کارگردان نمایش اهل ژاپن بود.
از فیلم‌ها یا برنامه‌های تلویزیونی که وی در آن نقش داشته‌است می‌توان به ابرهای تابستانی اشاره کرد.